# Олеандрова вечерница
Олеандрова вечерница (Daphnis nerii) е вид пеперуда от семейство Вечерници (Sphingidae).

## Описание
Олеандровите вечерници на цвят са ярко зелени, със сини петна. На големина достигат до 11.5 см. От страни имат бяла ивица с разпръснати дребни бели и сини петънца. Преди да какавидират, гъсениците променят цвета си в жълто-кафяво. Самата какавида е голяма до 7.5 см, кафява с черни точки отстрани.

## Хранене
Гъсениците ѝ се хранят с листата на олеандъра, а при нас това растение се отглежда предимно изкуствено, в саксии.

## Разпространение
Олеандровата вечерница обитава места с топъл климат в Европа, Африка и Азия, за България тя е много рядка. Възрастните пеперуди летят от май до септември или до октомври.